# Thoth (Computerspiel)
Thoth ist ein abstraktes Shoot-’em-up-Videospiel, das von Jeppe Carlsen, dem ehemaligen Lead-Gameplay-Designer der Playdead-Spiele Limbo und Inside entwickelt wurde. Es wurde von Double Fine Presents veröffentlicht.

## Entwicklung
Carlsen hatte darüber nachgedacht, ein Spiel zu entwerfen, das von Geometry Wars: Retro Evolved und Robotron: 2084 inspiriert war, bevor er mit der Arbeit an Limbo begann.
Die Musik für das Spiel wurde von den experimentellen Komponisten SØS Gunver Ryberg und Cristian Vogel komponiert.

## Spielprinzip
Fortschritte in den Leveln des Spiels werden erzielt, indem alle Feinde eliminiert werden. Das Spiel kann alleine oder mit zwei Spielern kooperativ gespielt werden. Wenn die 64 Hauptlevel abgeschlossen sind, erhält der Spieler Zugriff auf zufällig generierte Level.